# Župnija Dekani
Župnija Dekani je rimskokatoliška teritorialna župnija Dekanije Dekani Škofije Koper. Župnijska cerkev Marije Vnebovzete je bila posvečena 10. novembra 1493.

## Sakralni objekti
|    | slika             | cerkev                                    | kraj / naselje |
| -- | ----------------- | ----------------------------------------- | -------------- |
| 1. |                   | cerkev Marije Vnebovzete župnijska cerkev | Dekani         |
| 2. | [[Slika:\|150px]] | podružnica                                | [[]]           |
| 3. | [[Slika:\|150px]] | podružnica                                | [[]]           |
| 4. | [[Slika:\|150px]] | podružnica                                | [[]]           |

Na področju župnije stoji še mnogo kapelic, znamenj in križev.